# Eric Verdonk

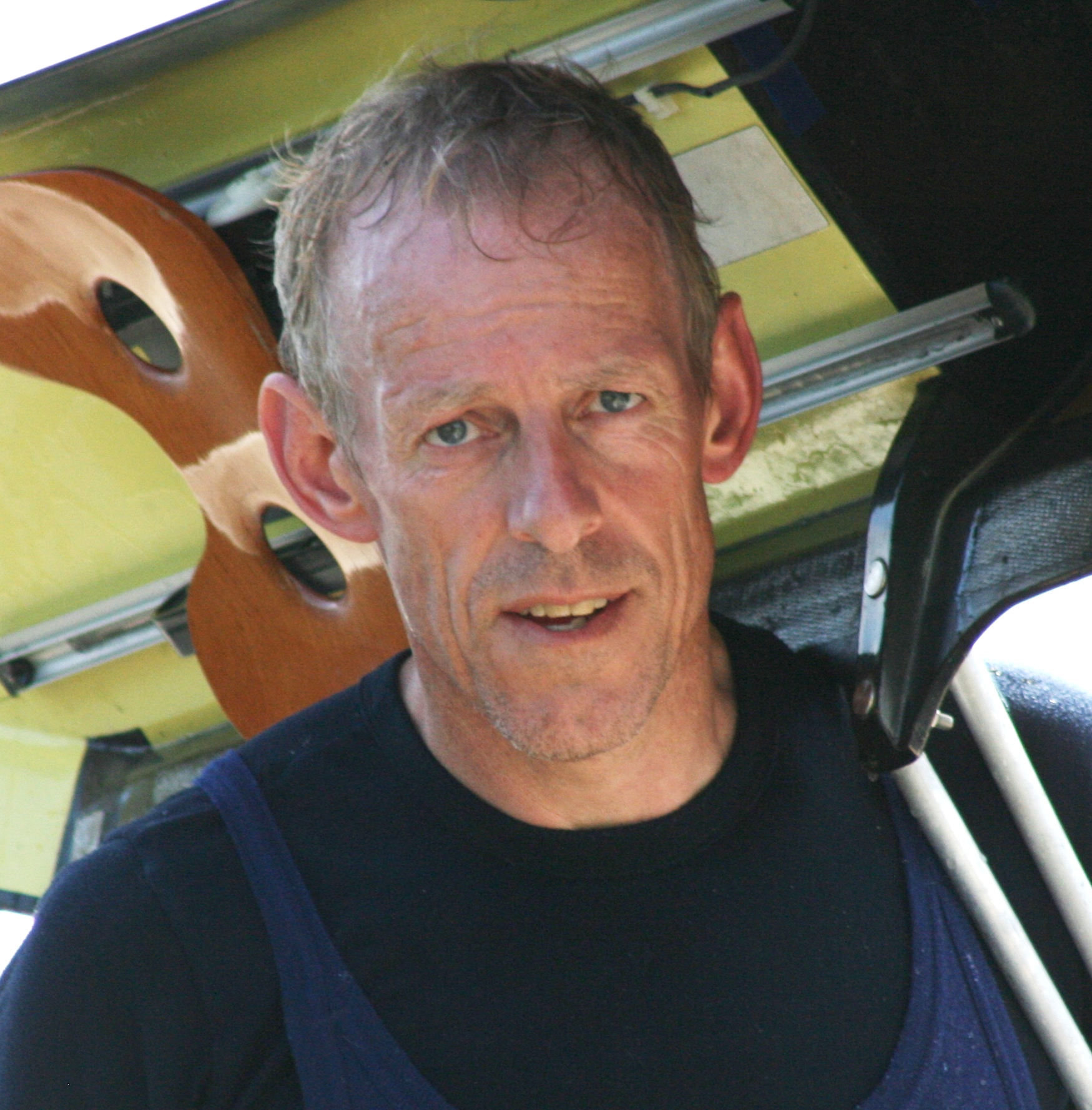
Eric Verdonk 2009

Eric Franciscus Maria Verdonk (* 28. Mai 1959 in Taihape; † 3. April 2020) war ein neuseeländischer Ruderer, der 1988 und 1992 im Einer das olympische Finale erreichte.

## Leben
Verdonk war der Sohn niederländischer Eltern, die 1953 nach Neuseeland gekommen waren. Er begann mit dem Rudersport an der Westlake Boys’ High School in Auckland und 1973 schloss er sich dem North Shore Rowing Club in Auckland an. Aber erst 1986 gewann er seinen ersten Landesmeistertitel. Bei den Commonwealth Games 1986 in Edinburgh belegte er im Einer den dritten Platz hinter dem Briten Steven Redgrave und dem Australier Richard Powell, im Doppelzweier erreichte Verdonk den vierten Platz. Bei den Ruder-Weltmeisterschaften 1987 belegte Verdonk im Einer den sechsten Platz. Ein Jahr später erreichte er auch das Finale bei den Olympischen Spielen 1988 in Seoul und gewann die Bronzemedaille hinter den beiden deutschen Ruderern Thomas Lange und Peter-Michael Kolbe. Zwei Jahre später erkämpfte Verdonk bei den Weltmeisterschaften 1990 auf dem tasmanischen Lake Barrington eine weitere Bronzemedaille hinter dem noch für die Sowjetunion startenden Esten Jüri Jaanson und Václav Chalupa aus der Tschechoslowakei. Nach einem fünften Platz bei den Ruder-Weltmeisterschaften 1991 in Wien erreichte Verdonk bei den Olympischen Spielen 1992 in Barcelona erneut das Finale und kämpfte zusammen mit dem Polen Kajetan Broniewski um Bronze hinter Lange und Chalupa, der Pole überquerte die Ziellinie 63 Hundertstelsekunden vor Verdonk.
Verdonk arbeitete neben und nach seiner Karriere als Bootsbauer, nach zwanzig Jahren wechselte er in ein Versicherungsbüro. Daneben blieb er als Ruderer in den Mastersklassen aktiv.
Er starb an den Folgen eines Krebsleidens.

## Neuseeländische Meistertitel
- Einer: 1987, 1988, 1989, 1990, 1991, 1992, 1993
- Doppelzweier: 1987, 1988, 1989, 1990, 1992, 1994
- Doppelvierer: 1991
- Zweier ohne: 1986